# Gum Wall
Le Gum Wall est une portion de mur à Seattle entièrement recouverte de chewing-gums usagés, à l'image de la Bubblegum Alley en Californie. 
La pratique a commencé en 1991 ou 1993. Le mur se situe à proximité du Pike Place Market. Il fait l'objet d'un nettoyage au karcher en 2015 pour des raisons d'hygiène,. C'est une des attractions touristiques de la ville de Seattle. La ruelle a servi de décor pour le cinéma et la télévision.

## Galerie

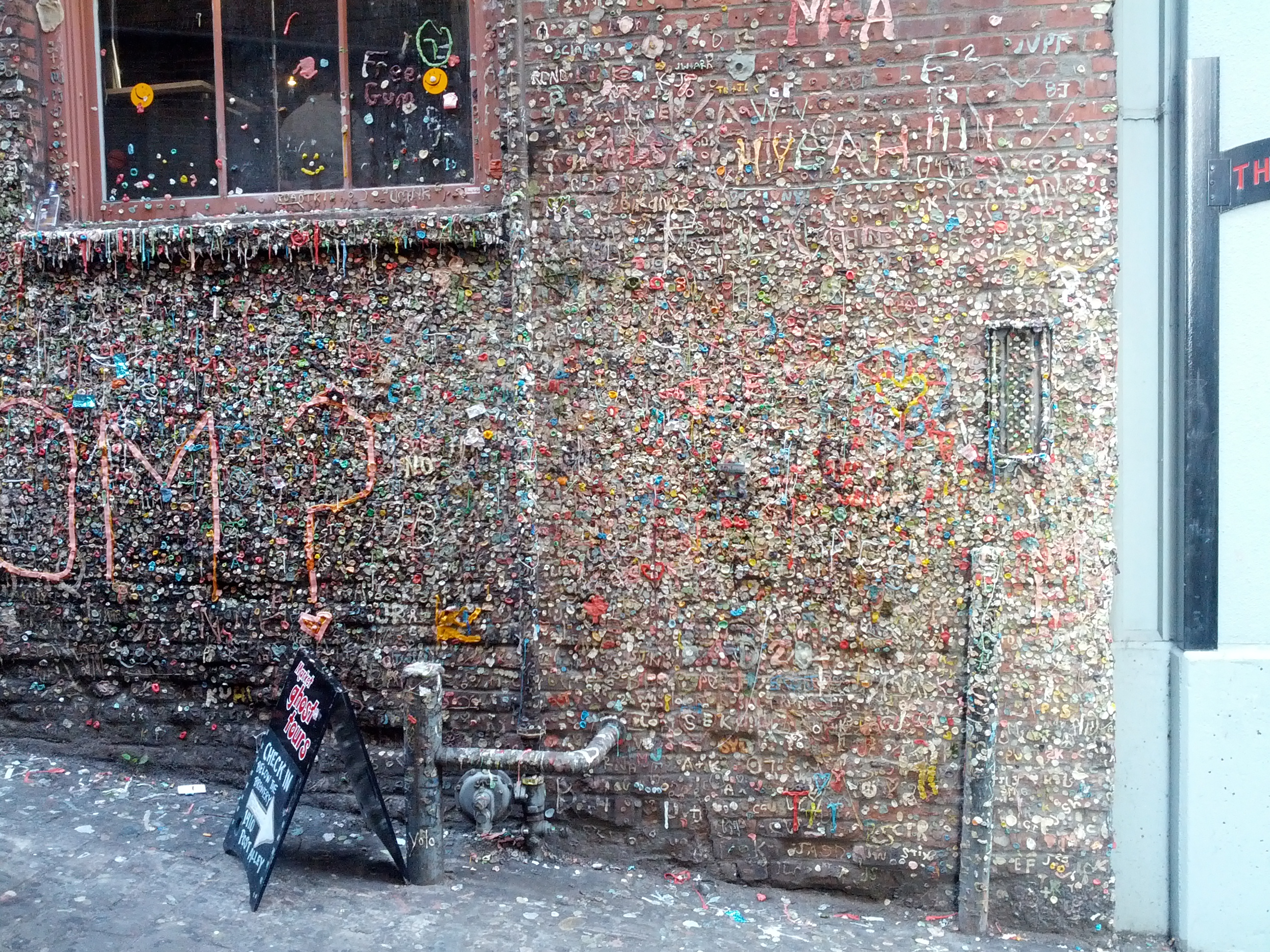
Une portion du Gum Wall
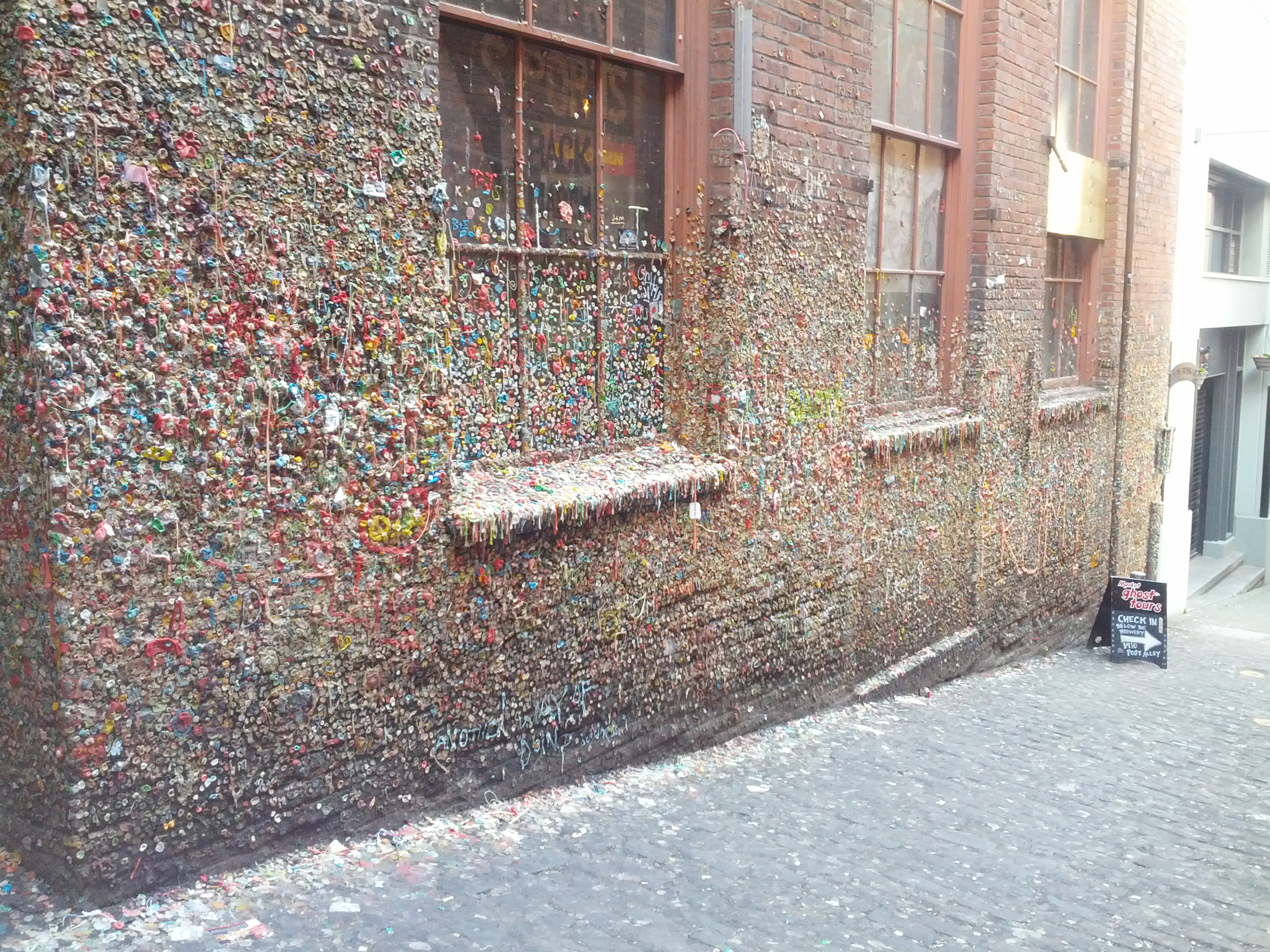
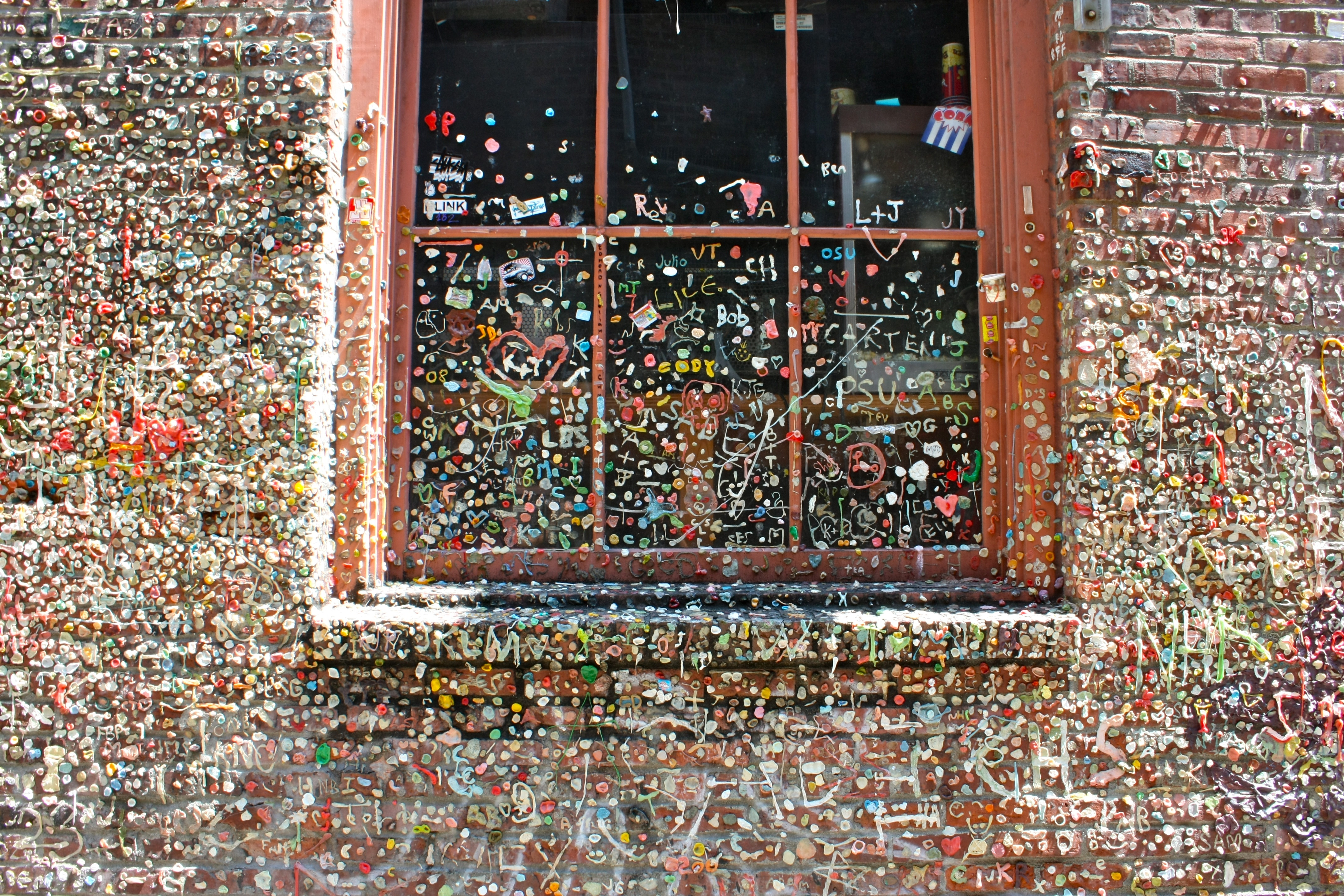